# Arábia
Arábia è un film del 2017 diretto da João Dumans e Affonso Uchoa.
Il film è stato presentato per la prima volta all'International Film Festival Rotterdam nel 2017

## Trama
André è un ragazzo diciottenne che vive vicino ad una fabbrica di alluminio nella città industriale di Ouro Preto, nel sud-est del Brasile. Un giorno, dopo un incidente fatale che si è verificato nella fabbrica, viene mandato a casa del lavoratore morto, Christian, per ritirare alcuni dei suoi averi. Lì troverà un quaderno sul quale Christian ha raccontato i suoi ultimi anni di vita schiacciato dalla povertà e dall'oppressione sociale.

## Produzione
Il film è stato girato con un budget stimato di 500.000 real.

## Accoglienza

### Incassi
Alla data del 18 ottobre 2018 il film ha incassato negli Stati Uniti la somma di 38.399 dollari.

### Critica
Su Rotten Tomatoes il film ha conseguito un indice di gradimento del 93% sulla base di 27 recensioni ed una valutazione media di 7,58. Il consenso critico del sito web recita: "Arábia scruta incessantemente nelle tenebre delle vite dei suoi personaggi per raccontare una storia innegabilmente triste che si basa su una conclusione toccante." Metacritic, che utilizza una media ponderata, ha assegnato al film un punteggio di 82 su 100, basato su 8 critici, che indica "Acclamazione universale".
Robert Abele del Los Angeles Times ha scritto: "È diventato un segno distintivo dell'ibrido documentario/fiction che il realismo in mostra si sente sia vissuto che poetico, e questo è anche nel volto di De Sousa, che - come l'ambiguo "Arábia" mescola con la sua conclusione inattesa e riflessiva - registra sempre una potente sintesi di sensibilità e stanchezza."Glenn Kenny del The New York Times ha scritto: " ...grazie alla superba performance del Sig. De Sousa, il film spesso ritrae in modo convincente non solo la condizione sfruttata di lavoratori come Cristiano, ma anche la tristezza straziante della vita stessa."

## Riconoscimenti
- 2017 - Buenos Aires International Festival of Independent Cinema
  - Menzione speciale
  - Nomination Miglior film
- 2017 - Cartagena Film Festival
  - Nomination Miglior film
- 2017 - Golden Apricot Yerevan International Film Festival
  - Silver Apricot
  - Nomination Golden Apricot
- 2017 - Hamburg Film Festival
  - Nomination Critics Award
- 2017 - IndieLisboa International Independent Film Festival
  - Grand Prize City of Lisbon - Honorable Mention
  - Special Jury Award
  - Nomination Grand Prize City of Lisbon
- 2017 - Ljubljana International Film Festival
- Kingfisher Award
- 2017 - Oslo Films from the South Festival
  - Miglior film
- 2017 - International Film Festival Rotterdam
  - Nomination Tiger Award
- 2017 - Festival internazionale del cinema di San Sebastián
  - Nomination Horizons Award
- 2019 - São Paulo Association of Art Critics Awards
  - Miglior film